# Trachytherus
Trachytherus és un gènere extint de mamífers notoungulats de la família dels mesotèrids que visqueren a Sud-amèrica des de l'Oligocè inferior fins al Miocè inferior, fa entre 17,5 i 29 milions d'anys. Se n'han trobat restes fòssils a l'Argentina, Bolívia i el Perú. Devia tenir una llargada de cap a gropa de 90-100 cm i un pes de 24-28 kg. Es tracta del tipoteri més ben conegut de l'Oligocè. Tot i que era un animal excavador, no estava tan adaptat en aquest sentit com els seus parents posteriors. Era un herbívor que potser complementava la seva dieta de plantes de textura abrasiva amb tubercles i arrels. El nom genèric Trachytherus significa ‘bèstia aspra’.